# Copa Venezuela
La Copa Venezuela es un torneo futbolístico por eliminación directa que se disputa anualmente entre los clubes venezolanos de Primera y Segunda División (se excluyen los equipos filiales). La organiza la Federación Venezolana de Fútbol, y el último campeón es el Deportivo La Guaira, tras vencer en la final a Metropolitanos en la edición de 2024. El equipo con más títulos es el Caracas FC con seis campeonatos.

## Historia
El promotor de este torneo bautizado Copa Venezuela fue el señor Nicolás de las Casas a su regreso de España de 1930, siendo a la sazón, presidente del club Deportivo Venezuela. La copa, en forma de ánfora, con cinco facsímiles de ella, fue donada por el FC Barcelona de España.
Las primeras reglas del torneo fueron las siguientes:

1. Pueden jugar los clubes afiliados
2. Ningún equipo podrá inscribir más de una plantilla
3. El torneo se jugará los domingos a partir de septiembre
4. Se jugarán partidos de ida y vuelta; de haber empate, entonces se apelará a la diferencia de goles
5. Los cuatro semifinalistas serán “granados” para la próxima edición y así evitar una prematura eliminación
6. El ganador se lleva la copa pero también 11 medallas de plata
7. El torneo se regirá por las condiciones de campeonato de la Liga Venezolana de Fútbol
8. Si un equipo da forfeit (no se presenta al terreno de juego), entonces recibirá una multa de 50 bolívares
9. La inscripción será de 10 bolívares
10. La repartición de los ingresos será así: equipo local (25%), equipo visitante (25%), Liga (10%), al propietario del terreno (10%), al fondo común de gastos de Copa (10%) y a (otro) fondo común (10%). El otro 10% no se especifica

Acta de 25 agosto de 1932.

El torneo ha sido interrumpido en varias ocasiones, la primera en 1974 por falta de acuerdo entre los equipos y la FVF, la segunda entre 1983 y 1984, en 1983, por los Juegos Panamericanos celebrados en Caracas, la FVF decidió disputar la Copa Bicentenario del libertador con un formato más corto adecuándose a los Juegos Panamericanos y haciendo honor al Libertador Simón Bolívar en el Bicentenario de su nacimiento, dicha Copa fue ganada por el Deportivo Táchira, y en 1984 no se realizó por problemas organizativos dentro de la Liga Mayor y la Federación Venezolana de Fútbol, la tercera vez que la copa se vio interrumpida fue en 1986 debido a problemas en la Federación Venezolana de Fútbol, y que le costó la afiliación a la FIFA, la cuarta desde 1996 hasta 2006, sin embargo en 2000 se disputó la Copa República Bolivariana de Venezuela ganada por el Caracas FC, torneo que fue considerado como torneo de Primera División (Liga), la quinta en 2020 por el brote de la pandemia de COVID-19 en Venezuela, y la última desde 2021 hasta 2023. En 2007 volvió a celebrarse después de una reestructuración donde fueron incluidos aparte de los clubes de Primera División que eran los que competían en un principio, los de Segunda División A y Segunda División B. A partir de 2011 se reestructuró de nuevo donde participaran solamente los de Primera División y Segunda División. El ganador de esta competición gana un cupo a la Copa Sudamericana y, a partir de 2016, disputará la Supercopa de Venezuela (la cual nunca llegó a jugarse) contra el campeón de la Primera División.
A partir de la Temporada 2024, tras 5 años de su última disputa, se retomará el torneo enfrentando a equipos de la Liga FUTVE y la Liga FUTVE 2.

## Transmisión
Para la Copa Venezuela 2010 y hasta 2015 la exclusividad se la otorgaron a DirecTV Sports Venezuela, Meridiano TV y Tves. También los canales regionales hacen lo suyo para transmitir a la audiencia de cada estado siempre y cuando el partido no tenga cabida en algunos de los canales con los derechos de transmisión.
En agosto de 2015, la ACFUTVE (Asociación de clubes del fútbol venezolano) firman un contrato con  el cual le otorga los derechos internacionales de transmisión por dos temporadas de la Primera División y la Copa Venezuela a partir de 2016.

## Historial
Anexo:Temporadas de la Copa Venezuela
| Historial Copa Venezuela | Historial Copa Venezuela            | Historial Copa Venezuela    |
| Era Amateur              | Era Amateur                         | Era Amateur                 |
| Temporada                | Campeón                             | Subcampeón                  |
| ------------------------ | ----------------------------------- | --------------------------- |
| Copa Venezuela           |                                     |                             |
| 1932                     | Unión SC                            | Deportivo Venezuela         |
| 1933                     | Dos Caminos SC                      | Deportivo Venezuela         |
| 1934                     | Unión SC                            | Dos Caminos SC              |
| 1935                     | Unión SC                            | Dos Caminos SC              |
| 1936                     | Unión SC                            | Deportivo Venezuela         |
| 1937                     | Litoral FC                          | Deportivo Venezuela         |
| 1938                     | Unión SC                            | Dos Caminos SC              |
| 1939                     | No hubo competición                 | No hubo competición         |
| 1940                     | Unión SC                            | Litoral FC                  |
| 1941                     | Litoral FC                          | Dos Caminos SC              |
| 1942                     | Loyola SC                           | Litoral FC                  |
| 1943                     | Loyola SC                           | Dos Caminos SC              |
| 1944                     | No hubo competición                 | No hubo competición         |
| 1945                     | Dos Caminos SC                      | Deportivo Venezuela         |
| 1946                     | No hubo competición                 | No hubo competición         |
| 1947                     | La Salle FC                         | Unión SC                    |
| Copa Distrito Federal    |                                     |                             |
| 1948                     | Pampero FC                          | La Salle FC                 |
| Copa Junta Militar       |                                     |                             |
| 1949                     | Deportivo Italia FC                 | Atlético FC                 |
| 1950                     | No hubo competición                 | No hubo competición         |
| 1951                     | No hubo competición                 | No hubo competición         |
| Copa Ciudad de Caracas   |                                     |                             |
| 1952                     | Universidad Central de Venezuela FC | Unión SC                    |
| Copa IND                 |                                     |                             |
| 1953                     | CD Vasco                            | Nuevo del Este              |
| 1954                     | No hubo competición                 | No hubo competición         |
| 1955                     | No hubo competición                 | No hubo competición         |
| 1956                     | No hubo competición                 | No hubo competición         |
| Era Profesional          |                                     |                             |
| Temporada                | Campeón                             | Subcampeón                  |
| 1957                     | No hubo competición                 | No hubo competición         |
| 1958                     | No hubo competición                 | No hubo competición         |
| Copa Liga Mayor          |                                     |                             |
| 1959                     | CD Portugués                        | CD Español                  |
| Copa Naciones            |                                     |                             |
| 1960                     | Banco Agrícola y Pecuario           | CD Portugués                |
| Copa Caracas             |                                     |                             |
| 1961                     | Deportivo Italia FC                 | Dos Caminos SC              |
| 1962                     | Deportivo Italia FC                 | UD Canarias                 |
| 1963                     | UD Canarias                         | La Salle FC                 |
| 1964                     | Tiquire Flores FC                   | UD Canarias                 |
| 1965                     | Valencia FC                         | Lara FC                     |
| 1966                     | Deportivo Galicia FC                | UD Canarias                 |
| 1967                     | Deportivo Galicia FC                | CD Portugués                |
| Copa Venezuela           |                                     |                             |
| 1968                     | UD Canarias                         | Lara FC                     |
| 1969                     | Deportivo Galicia FC                | UD Canarias                 |
| 1970                     | Deportivo Italia FC                 | Deportivo Galicia FC        |
| 1971                     | Estudiantes de Mérida FC            | Anzoátegui FC               |
| Copa Valencia            |                                     |                             |
| 1972                     | CD Portugués                        | Estudiantes de Mérida FC    |
| Copa Venezuela           |                                     |                             |
| 1973                     | Portuguesa FC                       | Estudiantes de Mérida FC    |
| 1974                     | No hubo competición                 | No hubo competición         |
| 1975                     | Estudiantes de Mérida FC            | Deportivo San Cristóbal FC  |
| 1976                     | Portuguesa FC                       | Deportivo Italia FC         |
| 1977                     | Portuguesa FC                       | Valencia FC                 |
| 1978                     | Valencia FC                         | Universidad de Los Andes FC |
| 1979                     | Deportivo Galicia FC                | Lara FC                     |
| 1980                     | Atlético Zamora                     | Valencia FC                 |
| 1981                     | Deportivo Galicia FC                | Deportivo Táchira FC        |
| 1982                     | Deportivo Táchira FC                | Atlético Zamora             |
| 1983                     | No hubo competición                 | No hubo competición         |
| 1984                     | No hubo competición                 | No hubo competición         |
| 1985                     | Mineros de Guayana                  | Deportivo Táchira FC        |
| 1986                     | No hubo competición                 | No hubo competición         |
| 1987                     | Caracas FC                          | Mineros de Guayana          |
| 1988                     | CS Marítimo de Venezuela            | Estudiantes de Mérida FC    |
| 1989                     | CS Marítimo de Venezuela            | Mineros de Guayana          |
| 1990                     | Internacional de Puerto La Cruz     | Portuguesa FC               |
| 1991                     | Anzoátegui FC                       | Caracas FC                  |
| 1992                     | Trujillanos FC                      | Caracas FC                  |
| 1993                     | Caracas FC                          | Minervén SC                 |
| 1994                     | Caracas FC                          | Trujillanos FC              |
| 1995                     | Universidad de Los Andes FC         | Caracas FC                  |
| 1996                     | No hubo competición                 | No hubo competición         |
| 1997                     | No hubo competición                 | No hubo competición         |
| 1998                     | No hubo competición                 | No hubo competición         |
| 1999                     | No hubo competición                 | No hubo competición         |
| 2000                     | No hubo competición                 | No hubo competición         |
| 2001                     | No hubo competición                 | No hubo competición         |
| 2002                     | No hubo competición                 | No hubo competición         |
| 2003                     | No hubo competición                 | No hubo competición         |
| 2004                     | No hubo competición                 | No hubo competición         |
| 2005                     | No hubo competición                 | No hubo competición         |
| 2006                     | No hubo competición                 | No hubo competición         |
| 2007                     | Aragua FC                           | UA Maracaibo                |
| 2008                     | Deportivo Anzoátegui SC             | Estudiantes de Mérida FC    |
| 2009                     | Caracas FC                          | Trujillanos FC              |
| 2010                     | Trujillanos FC                      | Zamora FC                   |
| 2011                     | Mineros de Guayana                  | Trujillanos FC              |
| 2012                     | Deportivo Anzoátegui SC             | Estudiantes de Mérida FC    |
| 2013                     | Caracas FC                          | Deportivo Táchira FC        |
| 2014                     | Deportivo La Guaira FC              | Trujillanos FC              |
| 2015                     | Deportivo La Guaira FC              | Deportivo Lara              |
| 2016                     | Zulia FC                            | Estudiantes de Caracas SC   |
| 2017                     | Mineros de Guayana                  | Zamora FC                   |
| 2018                     | Zulia FC                            | Aragua FC                   |
| 2019                     | Zamora FC                           | Monagas SC                  |
| 2020                     | Cancelada                           | Cancelada                   |
| 2021                     | Cancelada                           | Cancelada                   |
| 2022                     | Cancelada                           | Cancelada                   |
| 2023                     | Cancelada                           | Cancelada                   |
| 2024                     | Deportivo la Guaira FC              | Metropolitanos FC           |

| Historial Supercopa Venezuela | Historial Supercopa Venezuela | Historial Supercopa Venezuela |
| Temporada                     | Campeón                       | Subcampeón                    |
| ----------------------------- | ----------------------------- | ----------------------------- |
| 1965                          | Valencia FC                   | Deportivo Galicia FC          |

| Historial Copa Bicentenario | Historial Copa Bicentenario | Historial Copa Bicentenario |
| Temporada                   | Campeón                     | Subcampeón                  |
| --------------------------- | --------------------------- | --------------------------- |
| 1983                        | Deportivo Táchira FC        | Atlético Zamora             |

| Historial Copa Bolivariana | Historial Copa Bolivariana | Historial Copa Bolivariana |
| Temporada                  | Campeón                    | Subcampeón                 |
| -------------------------- | -------------------------- | -------------------------- |
| 2000                       | Caracas FC                 | Deportivo Táchira FC       |

## Palmarés

### Copa Venezuela era profesional
| Club                              | Títulos | Subtítulos | Años campeón                 | Años subcampeón              |
| --------------------------------- | ------- | ---------- | ---------------------------- | ---------------------------- |
| Caracas FC                        | 5       | 3          | 1987, 1993, 1994, 2009, 2013 | 1991, 1992, 1995             |
| Galicia de Aragua †               | 5       | 1          | 1966, 1967, 1969, 1979, 1981 | 1970                         |
| Mineros de Guayana                | 3       | 2          | 1985, 2011, 2017             | 1987, 1989                   |
| Portuguesa FC                     | 3       | 1          | 1973, 1976, 1977             | 1990                         |
| Deportivo Miranda                 | 3       | 1          | 1961, 1962, 1970             | 1976                         |
| Deportivo La Guaira               | 3       | 0          | 2014, 2015, 2024             | ----                         |
| Estudiantes de Mérida FC          | 2       | 5          | 1971, 1975                   | 1972, 1973, 1988, 2008, 2012 |
| Trujillanos FC                    | 2       | 4          | 1992, 2010                   | 1994, 2009, 2011, 2014       |
| UD Canarias †                     | 2       | 4          | 1963, 1968                   | 1962, 1964, 1966, 1969       |
| CD Portugués †                    | 2       | 2          | 1959, 1972                   | 1960, 1967                   |
| Valencia FC †                     | 2       | 2          | 1965, 1978                   | 1977, 1980                   |
| CS Marítimo de Venezuela          | 2       | 0          | 1988, 1989                   | ----                         |
| Deportivo Anzoátegui SC †         | 2       | 0          | 2008, 2012                   | ----                         |
| Zulia FC †                        | 2       | 0          | 2016, 2018                   | ----                         |
| Deportivo Táchira FC              | 1       | 4          | 1982                         | 1975, 1981, 1985, 2013       |
| Zamora FC                         | 1       | 2          | 2019                         | 2010, 2017                   |
| Atlético Zamora †                 | 1       | 1          | 1980                         | 1982                         |
| Anzoátegui FC †                   | 1       | 1          | 1991                         | 1971                         |
| Universidad de Los Andes FC †     | 1       | 1          | 1995                         | 1978                         |
| Aragua FC                         | 1       | 1          | 2007                         | 2018                         |
| Banco Agrícola y Pecuario †       | 1       | 0          | 1960                         | ----                         |
| Internacional de Puerto La Cruz † | 1       | 0          | 1990                         | ----                         |
| Tiquire Flores FC †               | 1       | 0          | 1964                         | ----                         |
| Lara FC †                         | 0       | 3          | ----                         | 1965, 1968, 1979             |
| Deportivo Lara †                  | 0       | 1          | ----                         | 2015                         |
| CD Español †                      | 0       | 1          | ----                         | 1959                         |
| Dos Caminos SC †                  | 0       | 1          | ----                         | 1961                         |
| La Salle FC †                     | 0       | 1          | ----                         | 1963                         |
| Minervén SC †                     | 0       | 1          | ----                         | 1993                         |
| UA Maracaibo †                    | 0       | 1          | ----                         | 2007                         |
| Monagas SC                        | 0       | 1          | ----                         | 2019                         |
| Estudiantes de Caracas SC †       | 0       | 1          | ----                         | 2016                         |
| Metropolitanos Fútbol Club        | 0       | 1          | ----                         | 2024                         |

### Supercopa Venezuela
| Club                                    | Títulos | Subtítulos | Años campeón | Años subcampeón |
| --------------------------------------- | ------- | ---------- | ------------ | --------------- |
| Deportivo La Guaira                     | 1       | 0          | 2025         | ---             |
| Valencia FC †                           | 1       | 0          | 1965         | ----            |
| Galicia de Aragua (Deportivo Galicia) † | 0       | 1          | ----         | 1965            |
| Deportivo Táchira FC                    | 0       | 1          | ----         | 2025            |

### Copa Bicentenario
| Club                 | Títulos | Subtítulos | Años campeón | Años subcampeón |
| -------------------- | ------- | ---------- | ------------ | --------------- |
| Deportivo Táchira FC | 1       | 0          | 1983         | ----            |
| Atlético Zamora †    | 0       | 1          | ----         | 1983            |

### Copa Bolivariana
| Club                 | Títulos | Subtítulos | Años campeón | Años subcampeón |
| -------------------- | ------- | ---------- | ------------ | --------------- |
| Caracas FC           | 1       | 0          | 2000         | ----            |
| Deportivo Táchira FC | 0       | 1          | ----         | 2000            |

En (Cursiva) denominaciones pasadas de los equipos
- † Equipo desaparecido.

### Copa Venezuela era amateur
| Club                                       | Títulos | Subtítulos | Años campeón                       | Años subcampeón              |
| ------------------------------------------ | ------- | ---------- | ---------------------------------- | ---------------------------- |
| Unión SC †                                 | 6       | 2          | 1932, 1934, 1935, 1936, 1938, 1940 | 1947, 1952                   |
| Dos Caminos SC †                           | 2       | 5          | 1933, 1945                         | 1934, 1935, 1938, 1941, 1943 |
| Litoral FC †                               | 2       | 2          | 1937, 1941                         | 1940, 1942                   |
| Loyola SC †                                | 2       | 0          | 1942, 1943                         | ----                         |
| La Salle FC †                              | 1       | 1          | 1947                               | 1948                         |
| Deportivo Miranda FC (Deportivo Italia FC) | 1       | 0          | 1949                               | ----                         |
| UCV FC                                     | 1       | 0          | 1952                               | ----                         |
| CD Vasco †                                 | 1       | 0          | 1953                               | ----                         |
| Pampero FC †                               | 1       | 0          | 1948                               | ----                         |
| Deportivo Venezuela †                      | 0       | 5          | ----                               | 1932, 1933, 1936, 1937, 1945 |
| Atlético FC †                              | 0       | 1          | ----                               | 1949                         |
| Nuevo del Este †                           | 0       | 1          | ----                               | 1953                         |

## Estadísticas

### Máximos goleadores por temporada
| Temporada | País                                                           | Jugador                                                                                            | Goles | Equipo |
| --------- | -------------------------------------------------------------- | -------------------------------------------------------------------------------------------------- | ----- | --- |
| 1961      | Bandera de Brasil                                              | Helio                                                                                              | 18    | Deportivo Italia |
| 1963      | Bandera de Uruguay                                             | Néstor Martinez                                                                                    | 9     | La Salle Fútbol Club                                                                                                |
| 1964      | Bandera de Brasil                                              | Ratto                                                                                              | 15    | Deportivo Portugués                                                                                                 |
| 1966      | Bandera de Brasil                                              | Celso                                                                                              | 9     | Deportivo Galicia                                                                                                   |
| 1967      | Bandera de Brasil                                              | José Olavo                                                                                         | 5     | Deportivo Galicia                                                                                                   |
| 1982      | Bandera de Venezuela                                           | Julio Acevedo                                                                                      | 7     | Deportivo Táchira                                                                                                   |
| 1983      | Bandera de Brasil                                              | Paulo Roberto Veiga                                                                                | 6     | Deportivo Táchira                                                                                                   |
| 2007      | Bandera de Colombia                                            | Andrés Buelvas                                                                                     | 6     | Atlético El Vigia                                                                                                   |
| 2008      | Bandera de Venezuela · Bandera de Colombia · Bandera de México | Alexander Rondón/ Duvier Riascos/ Rodrigo Prieto                                                   | 6     | Deportivo Anzoátegui / Estudiantes de Mérida / Carabobo Fútbol Club                                                 |
| 2009      | Bandera de México                                              | Rodrigo Prieto                                                                                     | 8     | Caracas Fútbol Club                                                                                                 |
| 2010      | Bandera de Venezuela · Bandera de Colombia                     | Daniel Arismendi/ Dany Cure/ Heatkliff Castillo/ Andrés Buelvas / Luis Cabezas / Cristian Cásseres | 3     | Deportivo Anzoátegui/ Real Bolivar / Caracas Fútbol Club / Carabobo Fútbol Club / Caracas Fútbol Club / Real Esppor |
| 2011      | Bandera de Venezuela                                           | Darwin Machís                                                                                      | 8     | Mineros de Guayana                                                                                                  |
| 2012      | Bandera de Venezuela                                           | Pierre Pluchino                                                                                    | 7     | Estudiantes de Mérida                                                                                               |
| 2013      | Bandera de Venezuela                                           | Edder Farías                                                                                       | 6     | Caracas Fútbol Club                                                                                                 |
| 2014      | Bandera de Colombia                                            | Fredys Arrieta                                                                                     | 8     | Trujillanos Fútbol Club                                                                                             |
| 2015      | Bandera de Argentina                                           | Gustavo Britos                                                                                     | 5     | Trujillanos Fútbol Club                                                                                             |
| 2016      | Bandera de Argentina                                           | Sergio Unrein                                                                                      | 6     | Zulia Fútbol Club                                                                                                   |
| 2017      | Bandera de Venezuela                                           | Charlis Ortiz                                                                                      | 6     | Mineros de Guayana                                                                                                  |
| 2018      | Bandera de Venezuela                                           | Grenddy Perozo                                                                                     | 3     | Zulia Fútbol Club                                                                                                   |
| 2019      | Bandera de Venezuela · Bandera de Venezuela                    | Manuel Arteaga Yanowsky Reyes                                                                      | 5     | Zamora Fútbol Club Monagas Sport Club                                                                               |
| 2024      | Bandera de Colombia · Bandera de Panamá                        | Jhon Escobar Tomás Rodríguez                                                                       | 6     | Maritimo La Guaira Monagas Sport Club                                                                               |